# Acne
Acne (spreek uit als: "aknee") is een verzamelnaam van enige, onderling verschillende huidaandoeningen, die alle te herkennen zijn aan het optreden van puistjes.
Jeugdpuistjes (acne vulgaris) komen het meest voor op de schouders, armen, nek en gezicht en worden veroorzaakt door een overmatige productie van talg door de talgklier van het haarzakje. De overmaat aan talg zorgt ervoor dat dode huidcellen, hoorncellen, in het haarzakje blijven hangen, waardoor mee-eters (comedonen) ontstaan. Mee-eters zijn te onderscheiden in gesloten zwarte puntjes (blackheads), gesloten witte puntjes (whiteheads) en kleine witte puntjes (microcomedonen). Bij open comedonen is het zwarte puntje de hoornprop die de verwijde uitvoergang van het haarzakje vult, de zuurstof in de lucht zorgt voor de oxidatie van de talg en de verkleuring. Bij een gesloten comedonen is de afvoergang zeer nauw, eigenlijk vergelijkbaar met een gerstekorrel. In deze verstopte en uitgezette talgkliertjes kan zich de bacterie Propionibacterium acnes bevinden die prikkelende stoffen produceert en ontstekingsverschijnselen oproept waardoor rode knobbeltjes verschijnen.
Na infectie met Staphylococcus aureus kunnen ook etterige puisten en abcessen in het gezicht en vooral op de rug vormen. De bacteriën, die van nature in haarzakjes aanwezig zijn, gaan woekeren door de afsluiting en de ophoping van talg. Er vormt zich een zwelling onder of op de huid: een pustel, papel of cyste.

## Voorkomen
Acne begint ongeveer bij het intreden van de puberteit. Mannen hebben, als ze acne hebben, dit vaak heftiger dan vrouwen. De overmatige talgproductie wordt namelijk gestimuleerd door mannelijke hormonen (androgenen).
Meisjes kunnen rond hun achtste jaar puistjes krijgen, jongens meestal rond hun veertiende. Hormonen en erfelijke aanleg kunnen hierbij een rol spelen. Puistjes zijn meestal het meest aanwezig tussen je zestiende en negentiende jaar. Daarna neemt het meestal af. Echter hebben sommige mensen ook tot na hun dertigste nog 'jeugdpuistjes'. Mensen die veel acne hebben gehad, kunnen daar wel vaak levenslang littekens in de vorm van putjes en huidonregelmatigheden aan over houden.

## Oorzaak
De grondoorzaak van acne is hormonaal. Ook genetische aanleg lijkt een rol te spelen. Mensen met acne hebben veelal een vette/glimmende huid. Hogere talgproductie zorgt voor een opstopping in de talgklieren waardoor er gemakkelijk ontstekingen ontstaan, vooral als het weefsel wordt beschadigd door uitknijpen.
In 2004 werd in Science vermeld dat Duitse wetenschappers de genetische code van de bacterie Propionibacterium acnes hebben gekraakt, waardoor de weg voor de farmaceutische industrie vrij kwam te liggen voor het ontwikkelen van medicijnen.

## Hoe ermee om te gaan?

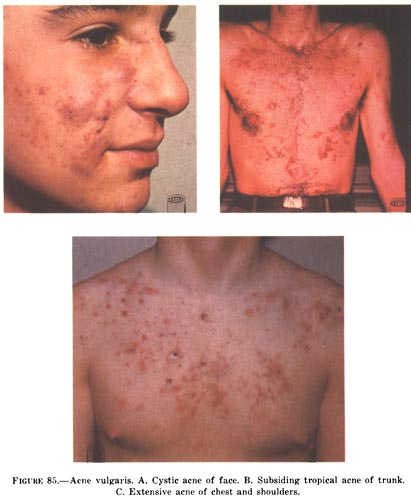
Verschillende verschijningsvormen van Acne

Acne is ongevaarlijk, maar voor wie het ontsierend vindt kan het een psychische belasting betekenen. Acne is te behandelen en soms te voorkomen.
- Psychisch gezien kan acne een negatief effect hebben op het zelfbeeld van degene met acne, dit kan sociale gevolgen hebben.
- Acne kan littekens nalaten.
- Acne verergert door gebruik van zeep en peuteren. Zeep verstoort het natuurlijk evenwicht en de pH-waarde van de huid. Handen zijn nooit echt schoon en door aan puistjes te zitten worden vuil en bacteriën naar de al ontstoken plaats gebracht. Puistjes kunnen jeuken of gevoelig zijn, waardoor men er nou juist (onbewust) aan gaat zitten.
- Bij het uitknijpen of uitdrukken van puistjes drukken mensen met twee vingers aan beide zijden van een puistje waardoor het abces doorbreekt en de pus naar buiten wordt gedrukt. Wanneer dit goed verloopt, geneest en verdwijnt het puistje snel. Dit wordt echter afgeraden als een puistje nog niet helemaal 'rijp' is, dat wil zeggen als er nog geen ingekapseld abces is ontstaan dat naar buiten wil doorbreken. Ook wordt het aangeraden dit niet met de blote vingers maar met stukjes papier ertussen te doen. De pus kan namelijk nieuwe infecties en grotere ontstekingen veroorzaken als het kapsel naar binnen scheurt. Ook kan door aanraking met bijvoorbeeld scherpe nagels een bloedend wondje ontstaan, terwijl via blote handen vuil en bacteriën in de wond worden gebracht.
- Peelings en cleansers zijn in de handel maar zijn niet de eerste keus middel bij de behandeling door de huisarts of specialist; gebruik hiervan kan de acne verergeren.[3][4]
- Zonlicht lijkt tegen puistjes te helpen, maar dit komt vooral doordat ze tegen een donkere huid minder opvallen. In vochtige omstandigheden kan zonlicht zelfs klachten verergeren.[3]
- Vaak meent men dat voeding, met name chocolade en vettige stoffen, de vorming van acne bevordert. Hiervoor is echter geen goed onderbouwd bewijs.
- Sommigen denken baat te hebben bij de consumptie van producten die antioxidanten bevatten, hiervoor ontbreekt bewijs.
- Roken is geen oorzaak van acne.
- In het algemeen geldt dat het het beste is de huid regelmatig zonder zeep te wassen en niet aan de puistjes te komen (niet peuteren, krabben of uitknijpen). Uiteindelijk droogt een puistje uit en verdwijnt het, en meestal verdwijnt acne in zijn geheel na de puberteit.

## Professionele behandeling
Middelmatige of zware acne kan door een huidarts worden behandeld. Deze kan een therapie of een geneesmiddel voorschrijven.
- Als eerste stap wordt in Nederland benzoylperoxide geadviseerd, het effect van de verschillende medicijnen die dagelijks gebruikt moeten worden kun je het best na 4 tot 6 weken beoordelen.  
  - Benzoylperoxide: is een middel dat ontsteking tegengaat, maar ook het ontstaan van mee-eters, zonder voorschrift verkrijgbaar bij onder andere de apotheek. Het moet dagelijks worden gebruikt en kan in het begin als onprettig worden ervaren. Een nadeel is dat benzoylperoxide stoffen zoals kleding, handdoeken en bedlakens en metaal (brillen, sieraden) bleekt en beschadigd bij contact.[5]
  - Salicylzuur: exfoliant, verwijdert bovenste huidlaag, verzacht de huid, ontvet en lost talg op in poriën.
  - Antibiotica in zalf of lotion: clindamycine of erytromycine.
  - Retinoïden: vitamine A-zuurpreparaten, zoals tretinoïne, isotretinoïne of adapaleen. Vitamine A kan ernstige effecten hebben bij zwangerschap[6]
- Een moderne behandeling voor acne is de liposomale fotodynamische therapie.[7] Hierbij wordt de acne eerst lichtgevoelig gemaakt met behulp van 5-aminolevulinezuur in liposomen en daarna met een flitslamp of andere speciale lichtbron behandeld. Voordeel van deze behandelmethode is dat er in tegenstelling tot de traditioneel toegepaste antibiotica geen risico op ernstige bijwerkingen is. Vaak wordt deze behandeling verward met de hieronder genoemde lichttherapie.
- Traditionele middelen tegen acne zijn antibiotica uit de tetracyclinegroep. Voorbeelden zijn (bijvoorbeeld minocycline of doxycycline). In zeldzame gevallen kan resistentie optreden; bijwerkingen worden zelden gezien. Doxycyline heeft naast een antibacterieel ook een zeker ontstekingremmend effect.
- Een alleen bij ernstige acne (in tabletvorm) toegepast middel is isotretinoïne dat vaak een dramatisch effect heeft, maar soms zeer ernstige bijwerkingen heeft variërend van overgevoeligheid voor zonlicht, korsten op de lippen en nierfalen tot zelfmoordneigingen. Bij zwangere vrouwen kunnen misvormingen van de ongeboren vrucht optreden. Gebruikers van dit middel moeten daarom regelmatig hun bloedwaarden laten controleren en de zon mijden. Anticonceptie en zwangerschapstesten zijn voor vrouwen verplicht. Dit middel is door een aantal fabrikanten in onder andere de Verenigde Staten, Spanje, Duitsland en Frankrijk van de markt gehaald. Fabrikanten van isotretinoïne ontkennen dit, maar vermoed wordt dat zij dit doen uit vrees voor rechtszaken van gebruikers van het middel.[8]
- Meisjes en vrouwen die niet zwanger wensen te worden, kunnen baat hebben bij een speciale anticonceptiepil. Het meest doeltreffend zijn orale anticonceptiva met het antiandrogeen cyproteronacetaat. Deze medicijnen geven echter een verhoogd risico op het krijgen van een longembolie. Een longembolie kan dodelijk zijn en voel je niet aankomen. Zeker in combinatie met roken is het een gevaarlijke therapie.
- Sommige artsen, huidtherapeuten en schoonheidsspecialisten passen ook een (blauw)licht therapie toe. De resultaten daarvan zijn wisselend.

Alle behandelingen dienen consequent en langdurig te worden uitgevoerd. Succes kan vaak 1 tot 2 maanden op zich laten wachten. Een veelgehoorde klacht is dat de acne bij de behandeling eerst erger lijkt te worden.
Als middelmatige tot ernstige acne lange tijd onbehandeld blijft, kunnen er littekens ontstaan. Littekens kunnen worden behandeld met een peeling, (micro)dermabrasie of (gefractioneerde) laserablatie.

## Vergelijkbare aandoeningen
- Acne fulminans is een heftig verlopende vorm van acne die gepaard gaat met koorts, gewrichtsklachten en grote abcessen. Deze komt zelden voor.
- Langdurig gebruik van huidzalven met corticosteroïden kan pustels op en rond de mond veroorzaken. Dit wordt wel dermatitis perioralis genoemd.
- Ook door blootstelling aan dioxine en verwante stoffen kan een sterk op acne gelijkend beeld ontstaan, chlooracne genoemd. Een voorbeeld hiervan is het gelittekende gezicht van de Oekraïense ex-president Joesjtsjenko, die een dioxinevergiftiging opliep.
- Ook rosacea lijkt op acne; hierbij treden wel pusteltjes op en teleangiectasiën maar geen mee-eters.
- De zogenaamde majorca-acne is een aan de haarzakjes gerelateerde aandoening van de huid die waarschijnlijk ontstaat door blootstelling aan zonlicht in combinatie met het gebruik van zonnebrandcrèmes.
- Pityrosporum folliculitis, gistpuistjes
- Dermatitis perioralis